# Сетиф
Сети́ф (араб. سطيف‎, фр. Sétif) — город на северо-востоке Алжира, административный центр одноимённого вилайета, расположенный на высоте порядка 1096 м над уровнем моря.
Застройка города типично колониальная, однако поблизости сохранились древнеримский некрополь и руины крупной византийской крепости. Здесь базируется футбольный клуб ЕС Сетиф. Население около 324 тыс. жит. (2013).

## История
Город нумидийского происхождения был известен римлянам как Sitifis. В 97 г. император Нерва поселил здесь своих ветеранов. Двести лет спустя из Мавретании была административно выделена Ситифенская область. После арабского нашествия город потерял былое значение. С 1838 г. — местонахождение французского гарнизона и центр крупного сельскохозяйственного региона.

## Транспорт
8 мая 2018 года открылось трамвайное движение в Сетифе. Открыта одна линия длиной 22,4 км. с 26-ю остановками с двумя рукавами между 11 Décmbre 1960 на востоке города и Oucissa Laid / Berchi Abid на территории городского университета на западе города. Используются 34 вагона Alstom Citadis 402. Перевозчик SETRAM.

## Резня
Столкновения местных жителей с европейцами в 1945 году унесли порядка 100 жизней. В ответ французы провели карательную операцию, известную как Сетифская резня. Её жертвами, как предполагают, стали от 6 до 8 тысяч местных жителей. Алжирский президент Абдель Азиз Бутефлика назвал Сетифскую операцию 1945 года началом геноцида алжирского народа.